# Monika Köster-Flachsmeyer
Monika Köster-Flachsmeyer (* 29. August 1965 in Dortmund) ist eine deutsche Juristin und Richterin. Seit 2020 ist sie Präsidentin des Landesverfassungsgerichtes Mecklenburg-Vorpommern und seit 2021 Präsidentin des Landgerichts Schwerin.

## Beruflicher Werdegang

### Ausbildung
Köster-Flachsmeyer absolvierte nach dem Abitur, das sie im Juni 1984 bestand, eine Ausbildung zur Bankkauffrau in Hannover, bevor sie sich im Oktober 1986 an der Universität Würzburg zum Studium der Rechtswissenschaft einschrieb. 1988 wechselte sie an die Universität Heidelberg. Dort legte sie im Jahr 1992 ihr erstes Staatsexamen ab. Im Sommersemester 1992 und im Wintersemester 1992/1993 leitete sie studentische Arbeitsgemeinschaften zum Staatsrecht an der Universität Rostock. Das Referendariat absolvierte sie in Schleswig-Holstein bei der Staatsanwaltschaft und dem Landgericht Kiel sowie ab Frühjahr 1993 bei der Kreisverwaltung Rostock-Land. Nach einer Station in der Rechtsabteilung der deutsch-britischen Handelskammer in London trat Köster-Flachsmeyer zum 1. Februar 1995 in den Justizdienst des Landes Mecklenburg-Vorpommern ein und wurde zur Richterin auf Probe ernannt.

### Richterin
Köster-Flachsmeyer begann zunächst als Richterin am Amtsgericht Rostock. In der Folge war sie, unterbrochen durch eine Elternzeit, sowohl am Amts- als auch am Landgericht Rostock tätig und wurde am 15. Dezember 2000 zur Richterin ans Landgericht in Rostock berufen. Infolge ihrer Befähigung wurde sie 2004 zunächst nur zur Erprobung an das Oberlandesgericht Rostock versetzt, erhielt dann aber eine Planstelle und wurde schließlich am 12. Juli 2006 zur Richterin am Oberlandesgericht ernannt. Am OLG Rostock blieb Köster-Flachsmeyer zunächst bis 2014 Richterin. In dieser Zeit war sie auch für zweieinhalb Jahre als Leiterin des Referats Personal und Organisation an das Justizministerium des Landes Mecklenburg-Vorpommern abgeordnet.

### Führungspositionen
Zum 14. November 2014 wurde sie zur Direktorin des Amtsgerichts Schwerin ernannt und war damit die erste Frau in dieser Position. Knapp drei Jahre später kehrte sie nach Rostock zurück: Als erste Frau bekleidete sie ab 3. August 2017 das Amt der Vizepräsidentin des Oberlandesgerichts Rostock. Als dort der Ruhestand von Präsident Burkhard Thiele im Oktober 2018 bevorstand, erschien lange Kai-Uwe Theede als aussichtsreichster Kandidat für seine Nachfolge. Nachdem jedoch Ministerpräsidentin Manuela Schwesig (SPD) beklagt hatte, dass es auch in der Justiz zu wenig Frauen in Führungspositionen gebe, wurde das Bewerbungsverfahren angehalten. Kritiker sahen darin eine Einmischung, der Richterbund interpretierte die Vorgänge als Angriff auf die Freiheit der Justiz. Die Ministerin wies alle Vorwürfe zurück. Köster-Flachsmeyer bewarb sich nunmehr auf die Stelle und setzte sich am Ende durch. Dagegen klagte Kai-Uwe Theede. Anfang September 2020 verpflichtete dann das Verwaltungsgericht Schwerin das Justizministerium, den OLG-Präsidentenposten mit Kai-Uwe Theede zu besetzen. Nach Meinung des Gerichts war die ursprüngliche Auswahlentscheidung fehlerhaft, da die zugrundeliegende dienstliche Beurteilung Theedes rechtswidrig gewesen sei. In den Bewerbungsverfahren wurden Theedes Bewertungen offenbar nachträglich nach unten korrigiert. Zudem sei, so das Gericht, der Kläger auch nach seinen früheren Beurteilungen leistungsstärker als die Mitbewerberin. Obwohl gegen das Urteil noch Berufung möglich gewesen wäre, zog Monika Köster-Flachsmeyer daraufhin ihre Bewerbung zurück. Die ordentliche Gerichtsbarkeit brauche an ihrer Spitze klare Verhältnisse, teilte die Juristin in einer persönlichen Erklärung mit. Sie hatte das Amt zwei Jahre lang kommissarisch geführt.
Als Kandidatin der SPD wurde Monika Köster-Flachsmeyer am 15. Mai 2020 als Nachfolgerin von Burkhard Thiele vom Landtag Mecklenburg-Vorpommern zur Präsidentin des Landesverfassungsgerichts Mecklenburg-Vorpommern gewählt. 48 von 68 anwesenden Abgeordneten votierten für sie. Gleichzeitig wurde Ulrike Lehmann-Wandschneider zur Vizepräsidentin gewählt. Damit hat das höchste Gericht des Landes erstmals eine weibliche Doppelspitze.
Am 16. Februar 2021 wurde die Juristin von Justizministerin Katy Hoffmeister zur Präsidentin des Landgerichts Schwerin ernannt. Sie ist die erste Frau in dieser Position.